# Heinrich Buff (Physiker)

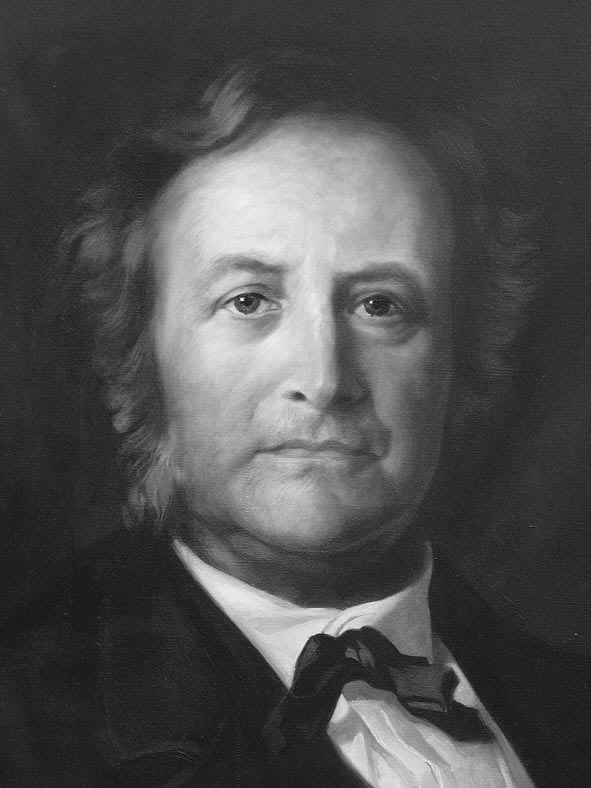
Heinrich Buff in Gießen

Johann Heinrich Buff (* 23. Mai 1805 in Rödelheim bei Frankfurt am Main; † 24. Dezember 1878 in Gießen) war ein deutscher Physiker und Chemiker.

## Leben
Buff studierte Chemie an der Georg-August-Universität Göttingen und trat dann in das soeben gegründete Gießener Laboratorium von Justus Liebig ein. 1827 promovierte Buff bei Justus Liebig mit einer Arbeit Ueber Indigsäure und Indigharz. Da er zunächst die Absicht hatte, eine praktische Laufbahn einzuschlagen, trat er in die sich im Besitz seiner Verwandten befindliche Kestnersche Fabrik zu Thann im Elsass ein. Bald jedoch zog es ihn wieder zur reinen Wissenschaft und er ging nach Paris. Dort setzte er bei Joseph Louis Gay-Lussac seine experimentellen Arbeiten fort, die von nun an eine andere Richtung annahmen. Seine Vorliebe galt fortan physikalisch-chemischen Grenzproblemen. Diese Studien führten – Buff war nach mehrjährigem Forschungsaufenthalt nach Gießen zurückgekehrt, wo er sich 1830 habilitierte.
1834 nahm Buff einen Ruf als Dozent für Physik, Maschinenlehre und mechanische Technologie an der höheren Gewerbeschule (Polytechnikum) in Kassel an und wirkte dort mit Robert Bunsen zusammen. Vier Jahre später erfolgte die (Rück-)Berufung als ordentlicher Professor für Physik an die Universität Gießen, als Nachfolger des 1837 verstorbenen Georg Gottlieb Schmidt. Dort begann Buff zusammen mit Justus von Liebig ab 1847 die Jahresberichte über die Fortschritte der Chemie herauszugeben. Gemeinsam mit seinen Kollegen Friedrich Zamminer (1817–1858) und Hermann Kopp (als Bearbeiter des Lehrbuchs von Thomas Graham und Friedrich Julius Otto) veröffentlichte Buff 1857 das Lehrbuch der physikalischen und theoretischen Chemie, das erstmals die Grenzgebiete zwischen Physik und Chemie als eigenständige Fächer auswies. 1842 wurde er zum Mitglied der Göttinger Akademie der Wissenschaften und 1859 zum auswärtigen Mitglied der Bayerischen Akademie der Wissenschaften gewählt.

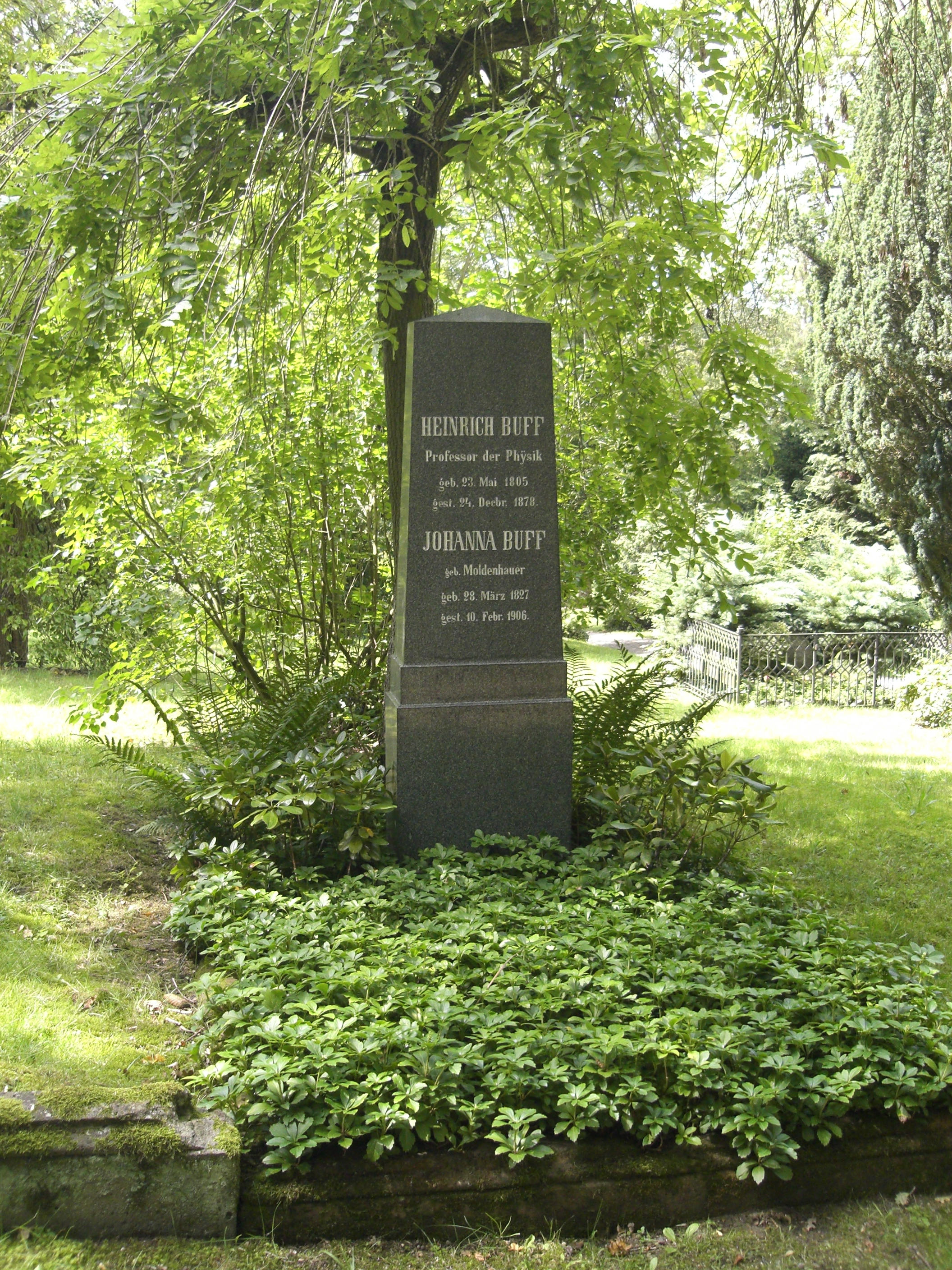
Grab von Heinrich Buff und seiner Frau Johanna auf dem Alten Friedhof in Gießen

Am 24. Dezember 1878 starb Johann Heinrich Buff im Alter von 73 Jahren in Gießen. Sein Grab befindet sich auf dem Alten Friedhof in Gießen.

## Familie
Buff war der Sohn des niederländischen Hauptmanns Wilhelm Karl Ludwig Buff und dessen Ehefrau Elisabeth Charlotte Lamprecht. Seine Tante war Charlotte Buff, verheiratete Kestner. 1833 heiratete Buff Johanette Sophie Hofmann (1810–1848), Schwester des Chemikers August Wilhelm von Hofmann, mit der er sechs Kinder hatte. Als sie 1848 gestorben war, heiratete er noch in demselben Jahr Johanna Moldenhauer (* 28. März 1827; † 10. Februar 1906). Sie war die Schwägerin von Hofmann, außerdem war Justus von Liebig mit ihrer Schwester verheiratet. Aus dieser zweiten Ehe gingen fünf weitere Kinder hervor. Zu seinen Kindern gehören:
- Adolf (* 1. September 1838; † 30. August 1901), Archivar der Stadt Augsburg, Prinzenerzieher am englischen Hof ⚭ NN
- Heinrich (1844–1902), Chemiker und Industrieller
- Meta Johanna († 1929) ⚭ Hermann von Jhering (1850–1930), Zoologe
- Helene ⚭ Bernhard Stade (1848–1906), Professor in Gießen

## Schriften
- Heinrich Buff, Dissertation, "Ueber Indigsäure und Indigharz." (Gießen, 1827)
- Heinrich Buff, Privatdocent zu Gießen, Versuch eines Lehrbuchs der Stöchiometrie. (1829)
- H. Buff. 1832. Grundzüge des chemischen Teils der Naturlehre. Nürnberg
- H. Buff. 1833. Erklärung veranlasst durch die Schrift: Der Chemiker Dr. Justus Liebig vor das Gericht der offentlichen Meinung gestellt von Dr. Carl Loewig. Heidelberg: Winter
- Jahresbericht  über  die  Fortschritte  der  reinen,  pharmaceutischen und technischen Chemie,  Physik, Mineralogie und Geologie, herausgegeben von Justus Liebig und  Hermann Kopp. Unter Mitwirkung  von  H. Buff,  E. Dieffenbach,  C. Ettling, F. Knapp, H. Will, F. Zamminer. J. Ricker’sche  Buchhandlung Giessen (ab 1847).
- H. Buff, Professor zu Gießen, Zur Physik der Erde. Vorträge für Gebildete über den Einfluss der Schwere und Wärme auf die Natur der Erde., 1850, Verlag Vieweg Braunschweig.
- H. Buff, G. Kopp und F. Zamminer, Graham-Otto's ausführliches Lehrbuch der Chemie – Physikalische und theoretische Chemie, 1. Band, 3. Aufl. (1857),  1. Band, 4. Aufl. (1863) Verlag Vieweg, Braunschweig.
- H. Buff, Professor zu Gießen, Grundzüge der Experimentalphysik. Mit Rücksicht auf Chemie und Pharmacie. Zum Gebrauch bei Vorlesungen und zum Selbstunerrichte, (1853). Verlag C.F. Winter, Heidelberg.
- H. Buff und F. Wöhler (Göttingen), Ueber neue Verbindungen des Siliciums in Justus Liebigs Annalen der Chemie 104, 94–109 (1857) sowie Ueber eine Verbindung von Silicium mit Wasserstoff in Justus Liebigs Annalen der Chemie 103, 218–229 (1857).
- H. Buff. 1867. Kraft und Stoff vom physikalischen Standpunkte. In populär-wissenschaftlicher Form., J. Ricker’sche  Buchhandlung Giessen.
- Heinrich Buff, Lehrbuch der physikalischen Mechanik, 1. Band (1871), 2. Band (1873), Verlag Vieweg, Braunschweig.